# معموری (مازول)
معموری (نیشابور)، روستایی از توابع بخش مرکزی شهرستان نیشابور در استان خراسان رضوی ایران است. در شمال این روستا، اراضی دولت‌آباد، در غرب اراضی سیف آباد، در شرق اراضی هفت آباد و در جنوب نیز مزار روستای ده باف قرار دارد.

## جمعیت
این روستا در دهستان مازول قرار دارد و براساس سرشماری مرکز آمار ایران در سال ۱۳۸۵، جمعیت آن ۱۴ نفر (۷خانوار) بوده‌است.

## آثار باستانی
یک برج و دیوارهای متصل به آن که متعلق به معموری کهنه است هنوز پابرجا است.
یخدان دولت‌آباد نیز متصل به معموری است.